# Frontera entre Nigèria i Níger
La frontera entre Nigèria i Níger és la línia fronterera en sentit est-oest que separa el sud del Níger del nord de Nigèria a l'Àfrica central, separant les regions nigerines de Diffa, Dosso, Maradi, Tahoua i Zinder dels estats nigerians de Borno, Yobe, Jigawa, Katsina, Zamfara, Sokoto, i Kebbi. Té 1.497 km de longitud.

## Traçat
D'oest a est, comença al trifini entre ambdós països amb Benín, junt al riu Níger, seguint una línia irregular fins a acabar vora de 100 km al nord-est del llac Txad, al trifini entre Níger, Nigèria i el Txad.

## Història
L'expansió dels imperis colonials francès i britànic al període 1890-1905 demarcaria la línia que esdevindria la demarcar a frontera moderna entre Níger i Nigèria. Durant l'època colonial francesos i britànics van promoure l'ús de llurs respectives llengües a cada banda de la frontera, així com les seves tradicions culturals, polítiques i educatives. Els interessos rivals d'ambdós significaren que les relacions entre ambdós territoris durant l'època colonial foren desencoratjades.
Actualment és una frontera molt fàcil de creuar per via il·legal, per la que circulen mercaderies i es fa tràfic d'éssers humans. Darrerament hi ha reunions entre ambdós països per tal de negociar la demarcació fronterera.